# Земљотрес у Западној Суматри 2022.
Дана 25. фебруара 2022. године, јак земљотрес јачине 6,2 степена Рихтера погодио је западну Суматру. Према подацима америчког Геолошког завода, земљотрес је погодио на дубини од 12,3 км и имао је епицентар у Пасаману. Најмање седам људи је погинуло, 85 је повређено, а велика штета је настала у округу Тиго Нагари, Пасаман.

## Тектонска поставка
Западном обалом Суматре доминира Сундски мегатруст ; а 5.000 км дуга конвергентна граница где се Аустралијска плоча повлачи испод Бурманске и Сунда плоче брзином од 60 мм/год. Конвергенција дуж ове границе плоче је веома укошена, озбиљно деформишући превладавајућу Сунда плочу, где је прилагођена покретним клизањем дуж Великог Суматранског раседа. Велики суматрански расед је 1.900 км дугачак систем проклизавања који се налази на копну на острву Суматра, који је подељен на око 20 сегмената. Зона субдукције на мору Суматре била је одговорна за неколико великих земљотреса 2004. и 2005. године. Дип-слип раседи могу да пукну и унутар Аустралијске плоче која се спушта; Земљотрес јачине 7,6 степени Рихтерове скале у близини Паданга 2009. изазван је реверзним раседом на дубини од 80 километара. Повремено, површина субдукционе плоче пукне у земљотресима који досегну ров, изазивајући велике цунамије као што су 1907, 2004. и 2010. године. Велики расед Суматра био је извор земљотреса Лива 1994. и Керинци 1995. године.

## Земљотрес
Према подацима Агенције за метеорологију, климатологију и геофизику (БМКГ), земљотрес је настао као резултат десно-бочног склизања на Великом суматранском раседу. Конкретно, догодио се на сегменту Ангколе који је био одговоран за још један земљотрес 1892. Сегмент Ангколе према БМКГ, способан је да генерише земљотрес магнитуде 7,6, а земљотрес 22. фебруара није ослободио сво сеизмичко оптерећење на сегменту. Опсерваторија Земље у Сингапуру саопштила је да је пукнуо само мали сегмент раседа; вероватно дуг 10 км и са просечним клизањем од 10 цм. Четири минута пре тога догодио се предшок магнитуде 5,2. БМКГ је навео да се земљотрес осетио ВИ ( снажан ) у Пасаман Барату, Западно Пасаман Регенци. Његов епицентар налазио се на падинама планине Талакмау. БМКГ је забележио најмање 35 накнадних потреса, од којих је највећи износио 4,2.

## Утицај
Регионална управа за катастрофе Западног Пасамана известила је да је стотину кућа уништено, а да је још 300 претрпело штету. Раније тог дана, агенција је очекивала да ће број оштећених објеката порасти на стотине, када је у то време пријављено да је оштећено само неколико десетина објеката. Шест школа је оштећено; два у Ампекнагарију и четири у Палупуху. Озбиљно је оштећена и основна школа. У окружној канцеларији, једна просторија се делимично урушила. Телекомуникационе услуге су прекинуте, а џамија се срушила. На зиду затвора Талу Пасаман појавиле су се пукотине.
Након земљотреса у Малампи је пријављено брзо кретање масе. Видео снимци показују како се брзо покретна маса смеђе земље спушта у једно село. Званичник БНПБ је рекао да су такве појаве примећене и током земљотреса у Падангу 2009. године. Сматра се да је у питању или клизиште или течност. У Лабуа Кацијаку, мали топли извори су се појавили из земље, избијајући браон воду.
Земљотрес се осетио у долини Кланг у Куала Лумпуру у Малезији. Неки становници и радници пожурили су да напусте своје домове и канцеларије. Радници су евакуисани и из седишта Бернама у граду. У Порт Диксону, приватна болница и зграда владе претрпеле су лака оштећења. Потрес се осетио и у Сингапуру. Отприлике у 9:40 сати ујутро по сингапурском времену, становници су пријавили потресе у Пунголу, Симеију, Редхилу, Квинстауну, Анг Мо Кију и Калангу. Извештаји о потресу осетили су се и у финансијском центру Марина Беј.

## Жртве
Касније поподне, Индонежански национални одбор за управљање катастрофама саопштио је да су две особе погинуле, а 20 повређено. Број жртава је додатно ажуриран на седам мртвих и 60 повређених. Како је саопштио здравствени центар Ладанг Панџанг, три тела су извађена из рушевина срушених зграда. Од седам убијених, двоје су били старији, а троје малолетници. Четворо мртвих су били из Пасамана, док су тројица била из покрајина Западног Пасамана. Укупно 85 је повређено; 10 озбиљно, а њих 50 из Западног Пасамана. Многи од повређених су збринути у болници Јарси. Још 10.000 људи је расељено.

## Одговор
БНПБ је навео да становници треба да буду упозорени на потенцијалне поплаве. Шеф БНПБ-а је рекао да су реке на том подручју пресушиле због блокаде узводно изазване померањем тла. Становници су позвани да се држе даље од брдских подручја због опасности од клизишта и камења од кише. Најмање 5.000 расељених становника потражило је уточиште у 35 центара за евакуацију.